# Bataille de Sankt Michael
Cinquième Coalition
Batailles
Campagne d'Allemagne et d'Autriche
- Sacile
- Teugen-Hausen
- Raszyn
- Abensberg
- Landshut
- Eckmühl
- Ratisbonne
- Neumarkt
- Radzymin (en)
- Caldiero
- Dalmatie
- Ebersberg
- Piave
- Malborghetto
- Linz (en)
- Essling
- Sankt Michael
- Stralsund
- Raab
- Gratz
- Wagram
- Korneuburg
- Stockerau
- Gefrees (en)
- Hollabrunn
- Schöngrabern (en)
- Znaïm
- Ölper

Batailles navales
- Martinique
- Sables-d'Olonne
- Île d'Aix
- Walcheren
- Lissa
- Pelagosa

Campagne de l'île Maurice
- Sainte-Rose
- Saint-Paul
- Île Bonaparte
- Grand Port
- Île de France
- Tamatave

Campagne d'Espagne
Rébellion du Tyrol
La bataille de Sankt Michael se déroula le 25 mai 1809 à Sankt Michael in Obersteiermark, en Autriche, et opposa un corps français sous les ordres du général Paul Grenier à une division autrichienne commandée par le général Franjo Jelačić, dans le cadre de la guerre de la Cinquième Coalition. Cet affrontement eut lieu après les succès initiaux remportés par les Français au début du conflit, à environ 140 km au sud-ouest de Vienne. 
La division Jelačić, qui appartenait à l'origine à l'armée du Danube dirigée par l'archiduc Charles, fut détachée dans le sud peu avant la bataille d'Eckmühl et reçut quelque temps plus tard l'ordre de rejoindre les troupes de l'archiduc Jean à Graz. Alors qu'elle se repliait au sud-est en direction de Graz, la division de Jelačić passa à proximité de l'armée d'Italie du prince Eugène de Beauharnais, qui s'avançait depuis le nord-est à la poursuite de l'archiduc Jean. Informé de la présence de Jelačić, Eugène ordonna au général Grenier d'intercepter la colonne autrichienne avec deux divisions.  
La division de tête de Grenier entra rapidement en contact avec ses adversaires. Les Autrichiens réussirent dans un premier temps à contenir les assauts français mais ils furent incapables de s'extraire du combat. Avec l'arrivée de la division Durutte, Grenier mit en ligne des effectifs bien supérieurs à ceux de Jelačić, qui manquait cruellement de cavalerie et d'artillerie. Une dernière attaque française culbuta les défenseurs et des milliers de soldats autrichiens furent capturés. Jelačić parvint finalement à faire sa jonction avec l'archiduc Jean, mais seulement avec une fraction de ses forces initiales. 

## Contexte
Au début de la campagne d'Allemagne de 1809 entre la France et l'Autriche, Napoléon battit le général Johann von Hiller aux batailles d'Abensberg et de Landshut, les 20 et 21 avril. Le lendemain, l'Empereur infligea une autre défaite à l'archiduc Charles à la bataille d'Eckmühl, obligeant ce dernier à battre en retraite sur la rive nord du Danube via Ratisbonne avec le gros de son armée. Sur la rive sud, Hiller se repliait à l'est avec son VIe corps, le Ve corps de l'archiduc Louis et le IIe corps de réserve du général Michael Kienmayer, poursuivi par les troupes françaises du maréchal André Masséna.
Au commencement du conflit, la division du général Franjo Jelačić faisait partie du VIe corps d'armée et comprenait deux brigades d'infanterie de ligne sous les ordres des généraux  Konstantin Ettingshausen et Josef Hoffmeister von Hoffeneck. Toutefois, lorsque la Bavière fut envahie, l'archiduc Charles ordonna à Jelačić de quitter Salzbourg et d'occuper la ville de Munich, située très au sud de son dispositif. Pour accomplir cette mission, la brigade Hoffmeister fut remplacée par une brigade mêlant à la fois des unités d'infanterie et de cavalerie, commandée par le général Karl Dollmayer von Provenchères et qui servait originellement au sein de la division légère du VIe corps. Les Autrichiens furent bientôt contraints de battre en retraite et Jelačić dut se retirer sur Salzbourg. Une partie de ses troupes commença à se rassembler dans cette ville à partir du 29 avril. Estimant que la cavalerie ne lui serait d'aucune utilité dans les montagnes, Jelačić ordonna à Provenchères de regagner Vienne le 1er mai avec le régiment de chevau-légers no 3 O'Reilly. Hiller livra aux Français la bataille d'Ebersberg le 3 mai avant de se replier à son tour sur la rive nord du Danube le 11. Les 4 et 5 de ce mois, Jelačić remporta un combat d'arrière-garde au col de Lueg, à 40 km au sud de Salzbourg. Au cours de l'engagement, quelques centaines de soldats hongrois et de grenzers repoussèrent une brigade bavaroise lancée à leur poursuite.

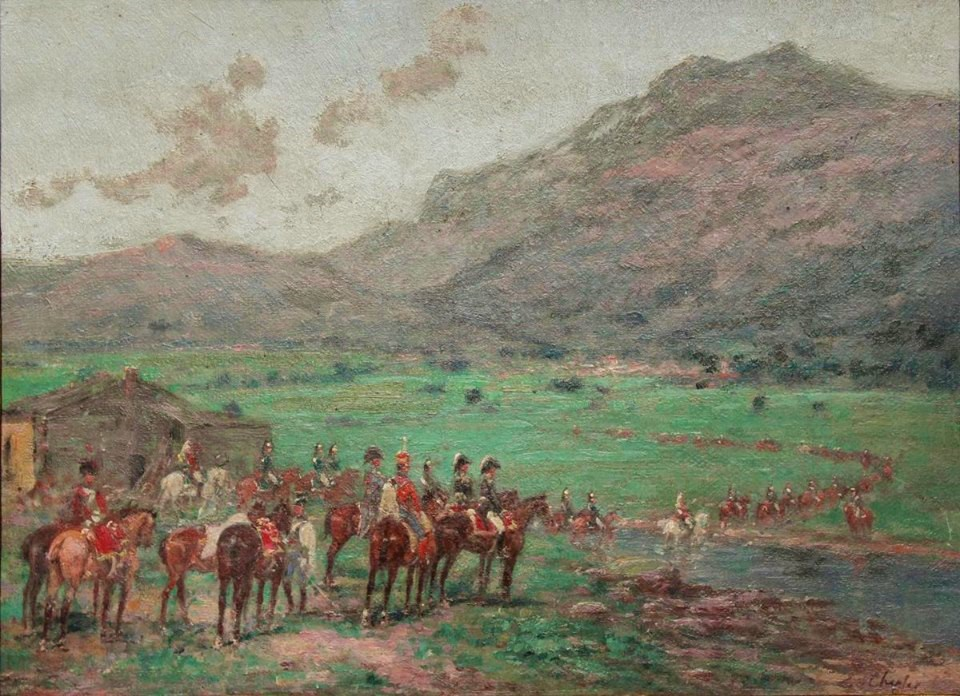
L'armée française franchissant le Piave en 1809.

En Italie, l'archiduc Jean battit le vice-roi Eugène de Beauharnais à la bataille de Sacile le 16 avril. Eugène dut reculer sur Vérone où il s'attacha à renforcer son armée jusqu'à ce que cette dernière soit supérieure en nombre à celle de son adversaire. Informé du repli de l'archiduc Charles, Jean abandonna ses positions sur l'Adige le 1er mai. Le 8 eut lieu la bataille du Piave qui força les Autrichiens à poursuivre leur retraite. À ce stade de la campagne, Jean détacha le corps du général Ignácz Gyulay au sud en direction de Ljubljana tandis que lui-même se dirigeait au nord-est sur Villach avec le reste de ses forces. Confiant au général Étienne Macdonald le soin de poursuivre Gyulay avec 20 000 soldats, Eugène se lança sur les traces de l'archiduc avec 25 000 hommes. Les colonnes autrichiennes continuèrent leur repli sur Klagenfurt et Graz, échappant de justesse à Eugène qui fit son entrée à Villach le 20 mai.
Le 15 mai, Jelačić se trouvait à Salzbourg avec 10 200 hommes et 16 canons, formant la « division du Nord ». Parmi ces troupes figuraient 2 880 soldats de la Landwehr, mal entraînés, et seulement 60 cavaliers. Ayant reçu l'ordre de l'archiduc Jean de le rejoindre à Graz, Jelačić évacua Salzbourg le 19 mai. Le général autrichien était alors dangereusement isolé. De Villach, Eugène n'était en effet qu'à 130 km de Graz alors que Jelačić devait parcourir encore 200 km avant de rejoindre la ville.

## Forces en présence

### Ordre de bataille français

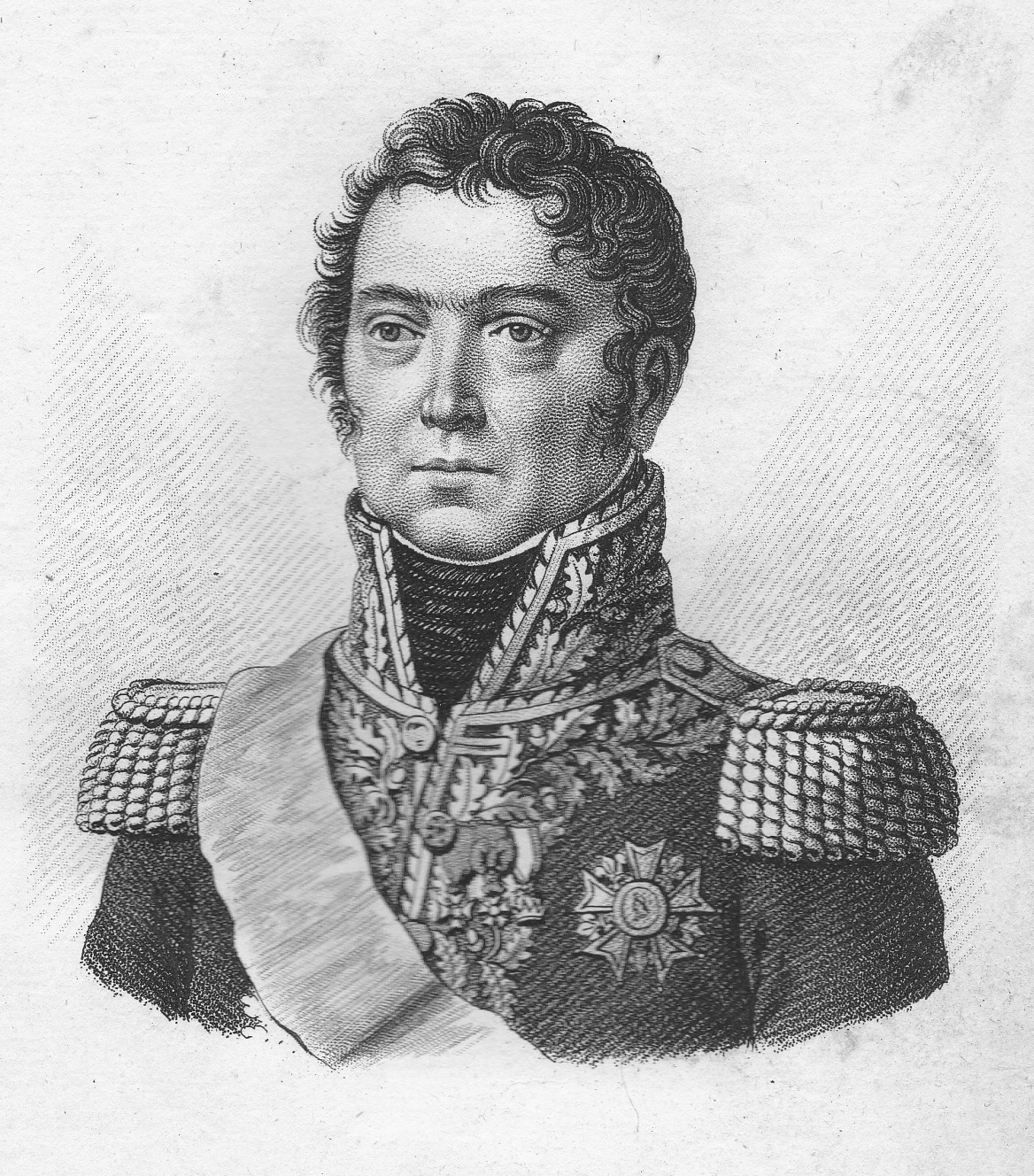
Le général Paul Grenier, commandant les troupes françaises à la bataille de Sankt Michael.

Général de division Paul Grenier, commandant en chef
- Division : général de division François Durutte
  - Brigade : général de brigade François Valentin
    - 22e régiment d'infanterie légère — 2 bataillons
    - 23e régiment d'infanterie légère — 4 bataillons

  - Brigade : général de brigade Joseph Marie Dessaix
    - 62e régiment d'infanterie de ligne — 4 bataillons
    - 102e régiment d'infanterie de ligne — 3 bataillons

  - Attaché : 6e régiment de chasseurs à cheval — 4 escadrons
- Division : général de division Jean-Mathieu Seras
  - Brigade : général de brigade Jean Charles Roussel
    - 1er régiment d'infanterie légère — 1 bataillon
    - 53e régiment d'infanterie de ligne — 4 bataillons

  - Brigade : général de brigade Louis Gareau[17]
    - 35e régiment d'infanterie de ligne — 1 bataillon
    - 42e régiment d'infanterie de ligne — 1 bataillon
    - 106e régiment d'infanterie de ligne — 4 bataillons

  - Attaché : 9e régiment de chasseurs à cheval — 4 escadrons
- Artillerie : 1 batterie d'artillerie à pied de 6 livres et 1 batterie d'artillerie à cheval de 4 livres[18]

### Ordre de bataille autrichien

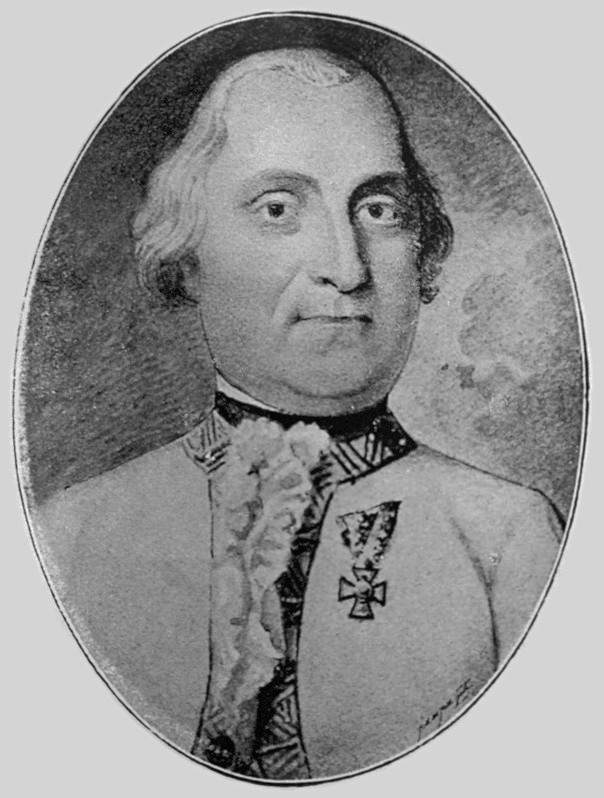
Le général Franjo Jelačić, commandant les troupes autrichiennes à la bataille de Sankt Michael.

- Division du Nord : feld-maréchal-lieutenant Franjo Jelačić, commandant en chef[19],[15],[7]
  - Brigade : général-major Konstantin Ettingshausen
    - Régiment d'infanterie no 32 Esterhazy — 3 bataillons, 2 700 hommes
    - Régiment d'infanterie no 45 De Vaux — 2 bataillons, 2 160 hommes

  - Brigade : général-major Ignaz Legisfeld
    - Régiment d'infanterie grenz no 5 Warasdiner-Kreutzer  — 2 bataillons, 2 160 hommes
    - Régiment d'infanterie no 55 Reuss-Greiz — 1 bataillon
    - Régiment d'infanterie no 3 Archiduc Charles — 1 demi-bataillon

  - Attaché : 
    - Landwehr de Salzbourg — 1 bataillon, 720 hommes
    - Régiment de chevau-légers no 3 O'Reilly — 1 escadron, 60 cavaliers
    - Demi-batterie de brigade de 3 livres — 4 canons

## Déroulement de la bataille

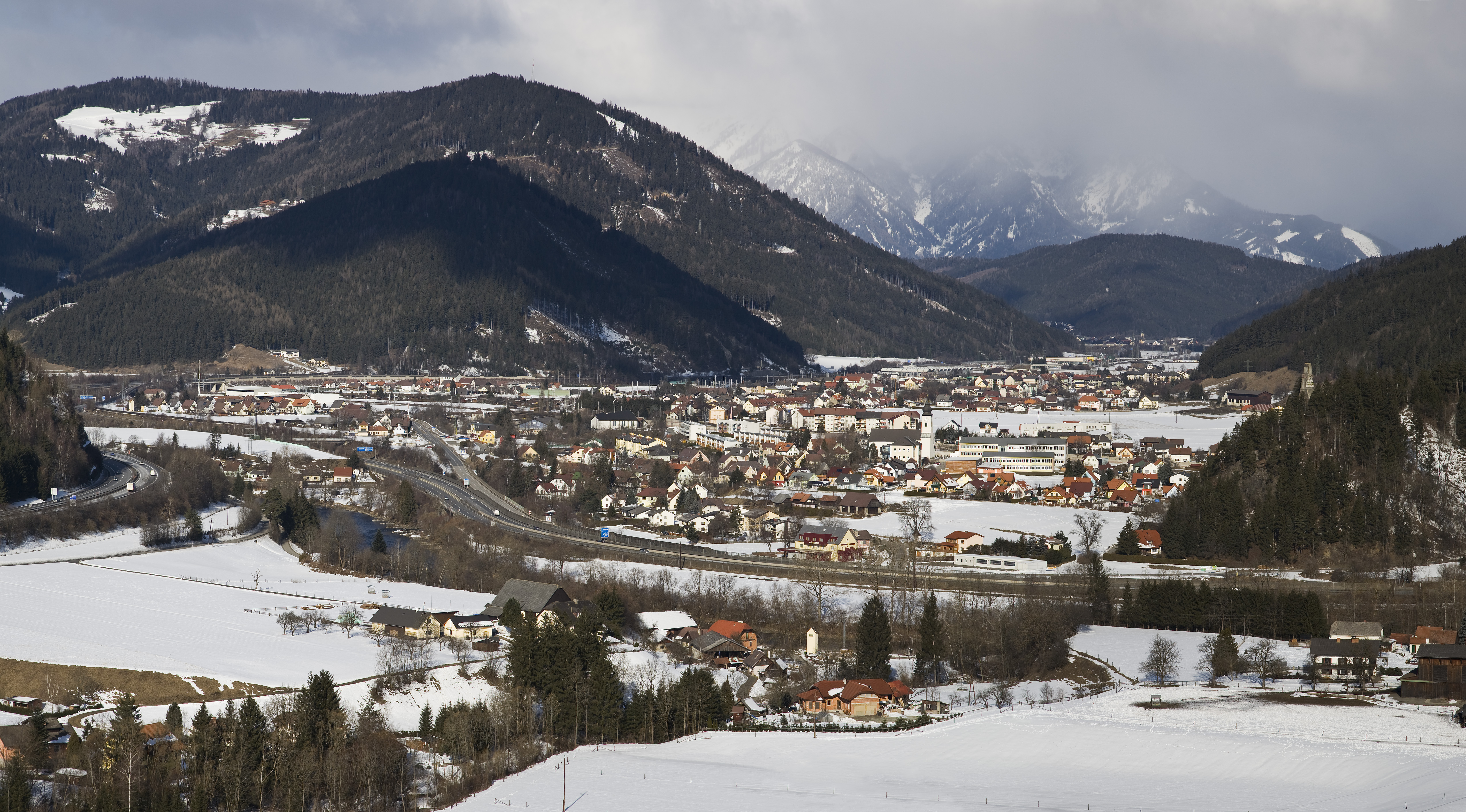
La ville de Sankt Michael in Obersteiermark vue depuis le sud.

Dans la soirée du 23 mai, la colonne de Jelačić traversa la localité de Mautern in Steiermark, sise sur la rivière Mur à 16 km au nord-ouest de Sankt Michael et à 60 km au nord-ouest de Graz. Au même moment, le gros de l'armée d'Eugène atteignit Judenburg sur la Mur, à 33 km au sud-ouest de Sankt Michael, certaines unités n'étant distantes de cette dernière ville que d'une vingtaine de kilomètres. L'archiduc Jean prévint Jelačić qu'Eugène se dirigeait sur Bruck an der Mur, à 40 km au nord de Graz. Les axes de progression du commandant en chef français et du général autrichien se croisaient précisément à Sankt Michael. À la même époque, Eugène apprit que la division Jelačić se trouvait dans les parages et ordonna au général Paul Grenier, l'un de ses divisionnaires, de se diriger à marche forcée au nord-est avec les deux divisions les plus proches, celles des généraux Jean-Mathieu Seras et François Durutte, afin d'intercepter les Autrichiens. Quant à Jelačić, il venait de se séparer du gros des miliciens de Salzbourg et de la majeure partie de son artillerie, ne conservant avec lui que quatre canons. 

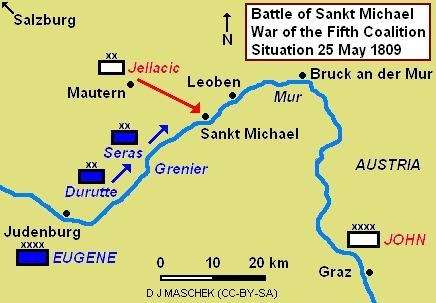
Bataille de Sankt Michael : situation dans la matinée du 25 mai 1809.

L'avant-garde de Jelačić arriva à Sankt Michael dans la matinée du 25 mai. Vers 9 h, le gros de sa division était positionné juste au nord de la ville. Les éléments de tête du corps de Grenier ne tardèrent pas non plus à faire leur apparition. À la vue de ses adversaires, Jelačić demanda à ses 60 cavaliers et à la brigade légère du général Ignaz Legisfeld de contenir les Français à hauteur d'un pont situé à l'ouest de Sankt Michael. À 10 h, le général Seras attaqua les lignes de Legisfeld mais ses troupes furent repoussées. Seras continua néanmoins de faire pression sur les défenseurs, ce qui contraignit le commandant en chef autrichien à engager les quelque 5 000 hommes de la brigade du général Ettingshausen. Jelačić ancra son flanc gauche sur la Mur et son flanc droit sur les collines au nord. La division Durutte arriva à son tour dans l'après-midi, portant l'effectif des troupes de Grenier à 15 000 hommes, alors que Jelačić n'en disposait que d'environ 8 000. Selon une autre source, le rapport de force était de 12 000 Français contre 9 000 Autrichiens. 

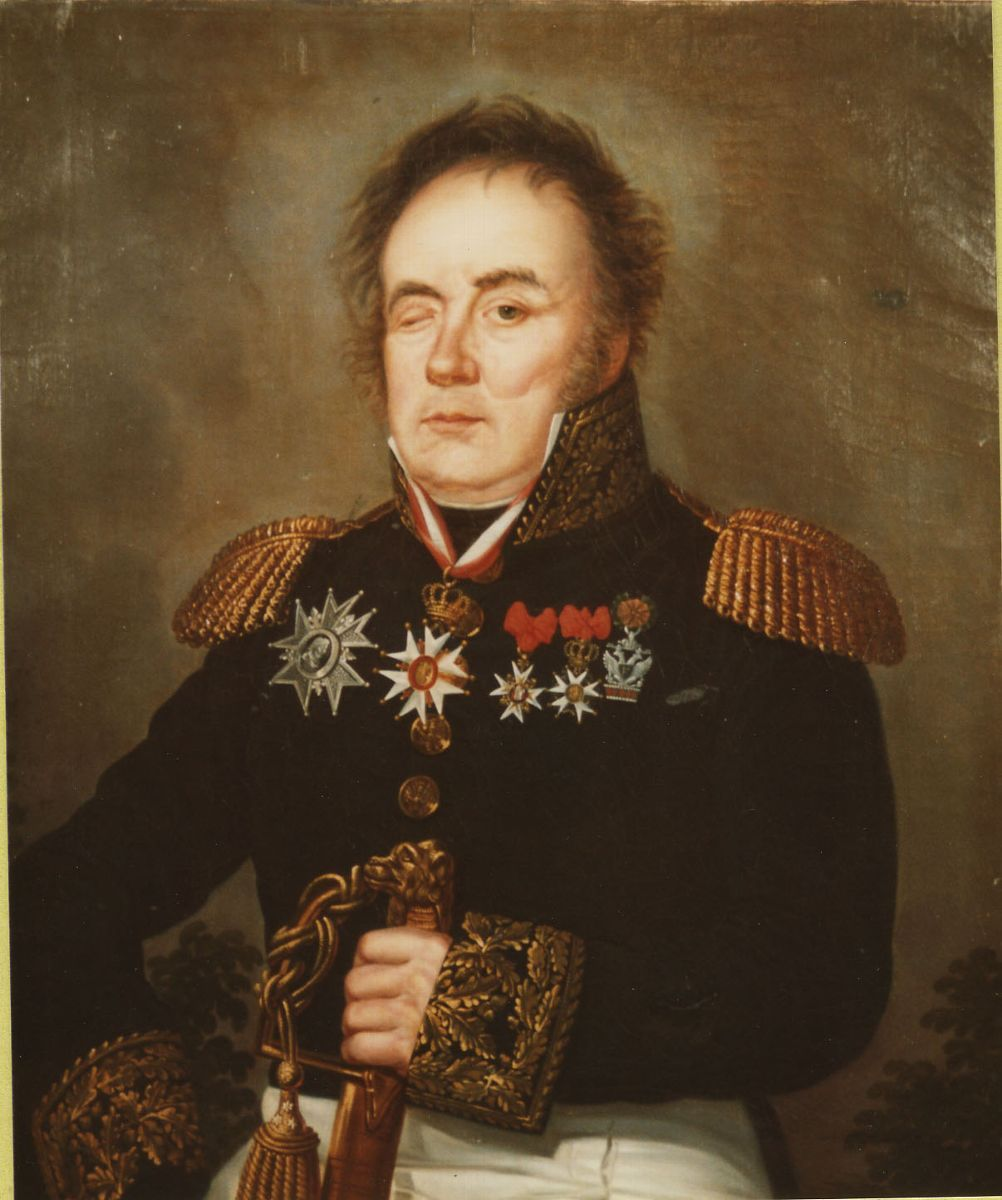
Le général François Durutte.

Grenier planifia une attaque combinée de ses deux divisions. Il déploya en première ligne la brigade Gareau de la division Seras, suivie à peu de distance par la brigade Valentin de la division Durutte. La deuxième brigade de Seras, sous les ordres du général Roussel, partit à travers les collines afin d'envelopper l'aile droite autrichienne et de couper la route menant à Mautern. La dernière brigade de Durutte, commandée par le général Joseph Marie Dessaix, fut tenue en réserve. Le commandant français détacha en outre deux bataillons du 62e régiment d'infanterie de ligne le long de la rive sud de la Mur afin de contourner l'aile gauche de Jelačić. 
Ne disposant que d'un bataillon de miliciens et d'un bataillon de grenzers pour contrer la manœuvre d'enveloppement de la brigade Roussel, Jelačić renforça son flanc droit avec un bataillon du régiment d'infanterie no 32 Esterhazy prélevé sur son centre. Il dut détacher de la sorte d'autres unités pour résister à l'avance du 62e de ligne. À 16 h, l'attaque de Grenier enfonça le centre autrichien affaibli. Sur la gauche, Roussel parvint également à enfoncer les lignes adverses et à couper l'axe de retraite de Jelačić vers le nord. Les Autrichiens se débandèrent et prirent la fuite en direction du nord-est, le long de la rivière Mur, poursuivis étroitement par les Français. Grenier harcela ses adversaires vaincus jusqu'à Leoben et Bruck an der Mur, respectivement à 7 km et 20 km au nord-est. De Bruck, les survivants de la colonne de Jelačić obliquèrent au sud et remontèrent le cours de la Mur jusqu'à Graz, où ils arrivèrent le 26 mai ; la division Jelačić ne comptait alors plus que 2 000 hommes.

## Bilan et conséquences
La division du Nord fut presque complètement détruite par Grenier, qui démontra à cette occasion ses talents de tacticien. Au lieu de fournir un renfort appréciable à l'archiduc Jean, Jelačić ne parvint à rallier Graz qu'avec moins d'un tiers de ses effectifs d'origine. Les Autrichiens perdirent 423 tués, 1 137 blessés, 4 963 prisonniers et 50 disparus. Les pertes françaises étaient dix fois inférieures avec 200 tués, 400 blessés et 70 prisonniers. L'historien britannique Digby Smith rejette la responsabilité du désastre sur Jelačić pour être demeuré trop longtemps à Salzbourg et pour avoir commis l'erreur de se séparer de la majeure partie de sa cavalerie et de son artillerie. L'historien Gunther E. Rothenberg, spécialiste de l'armée autrichienne, qualifie Jelačić de « général remarquablement incompétent et malchanceux ». L'archiduc Jean se replia d'abord sur Körmend, puis sur Győr, toujours poursuivi par Eugène. Les armées françaises et autrichiennes s'affrontèrent finalement le 14 juin à la bataille de Raab.